# Baynun
Baynun és una antiga ciutat i fortalesa del Iemen, prop de la moderna Hayawa.
La llegenda diu que fou fundada pel rei Salomó junt amb Ghumdan i Salhin, fortaleses de Sana i Marib. És famosa pels dos túnels excavats a la roca. Hi residí el rei himiarita Asab Tubba o Abikarib Asab (vers 385-420) que residia alternativament també a Zafar. Fou destruïda pels abissinis el 525.